# Goffstown (condado de Hillsborough)
Goffstown es un lugar designado por el censo ubicado en el condado de Hillsborough en el estado estadounidense de Nuevo Hampshire. En el Censo de 2010 tenía una población de 3.196 habitantes y una densidad poblacional de 362,51 personas por km².

## Geografía
Goffstown se encuentra ubicado en las coordenadas 43°1′22″N 71°35′54″O / 43.02278, -71.59833. Según la Oficina del Censo de los Estados Unidos, Goffstown tiene una superficie total de 8.82 km², de la cual 8.2 km² corresponden a tierra firme y (6.96%) 0.61 km² es agua.

## Demografía
Según el censo de 2010, había 3.196 personas residiendo en Goffstown. La densidad de población era de 362,51 hab./km². De los 3.196 habitantes, Goffstown estaba compuesto por el 97.47% blancos, el 0.28% eran afroamericanos, el 0.19% eran amerindios, el 0.63% eran asiáticos, el 0% eran isleños del Pacífico, el 0.19% eran de otras razas y el 1.25% pertenecían a dos o más razas. Del total de la población el 1.6% eran hispanos o latinos de cualquier raza.